# Lamarmorella
Lamarmorella es un género de foraminífero bentónico de la subfamilia Praerhapydionininae, de la familia Soritidae, de la superfamilia Soritoidea, del suborden Miliolina y del orden Miliolida. Su especie tipo es Lamarmorella sarda. Su rango cronoestratigráfico abarca desde el Coniaciense hasta el Santoniense (Cretácico superior).

## Clasificación
Lamarmorella incluye a las siguientes especies:
- Lamarmorella sarda